# Purwanto (Offizier)
Purwanto ist ein ehemaliger indonesischer Offizier. 1983 war er für einige Monate Kommandeur (DANREM) des Militärbezirks Korem 164/Wira Dharma, dem von Indonesien seit 1975 besetztem Osttimor. Er löste damit Oberst Adolf Sahala Rajagukguk ab.
Purwanto begann geheime Verhandlungen mit dem Rebellenführer Xanana Gusmão, die in Lariguto am 23. März 1983 mit einem Waffenstillstand („Peaceful Contact“) endeten. Allerdings kam es zu Übergriffe durch die indonesische Armee auf die Bevölkerung, unter anderem auch in Kraras (Subdistrikt Viqueque). Daraufhin verübten die FALINTIL zusammen mit Männern aus der Region am 8. August 1983 einen Überfall auf den indonesischen Militärposten in Kraras. 14 Soldaten kamen dabei ums Leben. Es folgte eine Vergeltungsaktion des Militärs, das sogenannte Kraras-Massaker. Fast 300 Einwohner des Dorfes starben, zahlreiche Personen wurden verhaftet, andere konnten in die Berge fliehen. Das Dorf wurde durch die Besatzer aufgelöst. Die Region erhielt den Namen „Tal der Witwen“. Oberst Purwanto wurde durch Oberst Rudjito ersetzt.
Aus indonesischer Sicht war der Überfall vom 8. August ein Bruch des Waffenstillstands, auch wenn FALINTIL-Führer Gusmão von dem Angriff erst im Nachhinein erfuhr. Die Vergeltungsmaßnahmen wurden dabei in der öffentlichen Darstellung der Ereignisse von indonesischer Seite her nicht erwähnt. Die Schuld für das Ende der Verhandlungen gab man einseitig den Osttimoresen.